# Base Aeronaval El Belloto
La Base Aeronaval El Belloto fue un aeropuerto y base aérea de la Armada de Chile ubicada en El Belloto, comuna de Quilpué, Región de Valparaíso, Chile.

## Historia
El proyecto de dotar a Valparaíso de un enlace aéreo comenzó a gestarse a inicios del siglo xx. El terreno para la construcción se ubicó a las afueras de la localidad de El Belloto, en una propiedad donde se plantaban eucaliptus, y cuyos dueños eran Claudio Vicuña, en el denominado Fundo Las Rosas, la Armada de Chile, Héctor Boccardo y Juan López.
Para 1934 ya existía una pista de aterrizaje en el denominado Puerto Aéreo, y, al año siguiente, se fundó el Club Aéreo de Aconcagua, que posteriormente se denominó Club Aéreo de Valparaíso. Esta organización fue clave para que la Dirección General de Aeronáutica Civil tomara el control del puerto aéreo y lo transformara en el Aeródromo El Belloto.
Luego de las gestiones de la Línea Aérea Nacional para ampliar la pista para el transporte de pasajeros, para 1945 la pista de aterrizaje medía 1200 m de largo por 550 m de ancho, y era atendida por personal proveniente de la Base Aérea de Quintero de la Fuerza Aérea de Chile.
En 1954, cuando se creó el Escuadrón Aeronaval de la Armada de Chile, se pensó en que operara desde la base de Quintero, pero tras la negativa de las autoridades, ubicó sus actividades en El Belloto. El 5 de septiembre de 1961 la Comandancia en Jefe de la Armada creó de forma oficial la Base Aeronaval El Belloto, dependiente de la Primera Zona Naval. Al año siguiente, se creó dentro de la base el Centro de Abastecimiento de la Aviación Naval, y en 1966 el Centro de Reparaciones de la Aviación Naval.
El 29 de diciembre de 1966 la Fuerza Aérea traspasó la base de forma completa a la Armada, institución que comenzó obras de ampliación y pavimentación de la pista, trabajos que se inauguraron en 1967, y que dejaron las instalaciones de un largo de 1304 m y 30 m de ancho.
Luego del golpe de Estado de 1973 el recinto fue usado como centro de detención de terroristas y cesó toda práctica civil en el aeródromo.
La base cesó sus operaciones el 13 de septiembre de 1991, siendo reemplazada por la nueva Base Aeronaval Viña del Mar (actualmente Base Aeronaval Concón). Los terrenos de la antigua base El Belloto fueron dispuestos para desarrollo inmobiliario.